# Potentilla holmgrenii
Potentilla holmgrenii är en rosväxtart som beskrevs av David Fletcher Murray och Elven. Potentilla holmgrenii ingår i Fingerörtssläktet som ingår i familjen rosväxter. Inga underarter finns listade i Catalogue of Life.